# Косувка (Підляське воєводство)
Косувка (пол. Kosówka) — село в Польщі, у гміні Райґруд Ґраєвського повіту Підляського воєводства.
Населення — 236 осіб (2011).
У 1975-1998 роках село належало до Ломжинського воєводства.

## Демографія
Демографічна структура станом на 31 березня 2011 року:
|          | Загалом | Допрацездатний вік | Працездатний вік | Постпрацездатний вік |
| -------- | ------- | ------------------ | ---------------- | -------------------- |
| Чоловіки | 116     | 33                 | 73               | 10                   |
| Жінки    | 120     | 36                 | 64               | 20                   |
| Разом    | 236     | 69                 | 137              | 30                   |